# Brebersdorf
Brebersdorf ist ein Gemeindeteil der Gemeinde Wasserlosen im Landkreis Schweinfurt (Unterfranken, Bayern).

## Geographie
Das Pfarrdorf liegt am Brübelsgraben, einem rechten Zufluss des Stöckichsbachs. Die Kreisstraße SW 2 führt zur Bundesstraße 303 (1 km nördlich) bzw. zur Staatsstraße 2277 bei Egenhausen (2 km südlich). Eine Gemeindeverbindungsstraße führt die Bundesautobahn 7 überbrückend nach Kaisten zur Kreisstraße SW 35 (1,4 km südwestlich).

## Geschichte
Brebersdorf wurde das erste Mal am 12. Mai 1182 urkundlich erwähnt.
Am 1. Mai 1978 wurde die Gemeinde im Zuge der Gebietsreform in Bayern in die Gemeinde Wasserlosen eingegliedert.

## Kultur und Sehenswürdigkeiten

### Vereine
- Freiwillige Feuerwehr
- Musik und Gesangsverein
- DJK
- Siedler und Eigenheimer
- Kindergarten Förderverein

### Regelmäßige Veranstaltungen
- Am 1. August (Petrus in Ketten) findet jedes Jahr das Patrozinium (Patronatsfest) der Kirche St. Petrus in Ketten statt und
- am ersten August-Wochenende das Straßenfest in der St.-Peter-Straße unterhalb der Kirche.

## Öffentliche Einrichtungen
In Brebersdorf gibt es einen Kindergarten, ein Sportheim und eine große Reitsportanlage.